# Роплянское (Хорольский район)
Роплянское (укр. Роплянське) — село,
Ялосовецкий сельский совет,
Хорольский район,
Полтавская область,
Украина.
Код КОАТУУ — 5324888217. Население по переписи 2001 года составляло 24 человека.

## Географическое положение
Село Роплянское примыкает к селу Новоивановка,
на расстоянии в 1 км от находится село Червоное.
Рядом проходит автомобильная дорога М-03.

## История
Роплянское образовано после 1945 из поселения Мироны и хутора Стряпши (Стряпченкин)